# Puente Entre Parques
El Puente Entre Parques es un puente peatonal y ciclista que cruza la avenida Manquehue en Santiago, Chile, y conecta el Parque Araucano y el Parque Juan Pablo II en la comuna de Las Condes.

## Historia
Tras la inauguración del Parque Araucano en 1984 y el Parque Juan Pablo II en 2009, surgió la necesidad de unir ambos parques a través de una pasarela por sobre la avenida Manquehue. En 2009, la municipalidad de Las Condes abrió un concurso público para el diseño de una estructura urbana de 126 metros lineales que conectara ambos espacios, el cual recibió 18 proyectos recibidos y se seleccionaron 10 finalistas.
En abril de 2010 se anunció ganadora la propuesta presentada por los arquitectos Juan Francisco Garcés, Pablo Levine y Juan Ignacio Muñoz, que consistió estructuralmente en dos vigas independientes en base a una retícula de acero de sección triangular.
En abril de 2012, el sobrecalentamiento de una soldadura dañó un cable tensor metálico, afectando uno de los pilares centrales, lo cual retrasó las faenas por un año. Ese mismo año, la municipalidad abrió un concurso para elegir un nombre para el puente. En marzo de 2013, el alcalde Francisco de la Maza anunció "Entre Parques" como el nombre ganador. En la actualidad, una placa adosada al puente recuerda el nombre de las personas que propusieron el nombre.
El Puente Entre Parques fue inaugurado el 27 de marzo de 2013 por el alcalde de ese entonces, Francisco de la Maza. Luego de 20 días, se estimó una afluencia de 35.000 personas.
El costo de construcción de la pasarela fue estimado en 1.800 millones de pesos de la época.

## Características
El diseño del puente consiste en dos vigas independientes en base a una retícula de acero de sección triangular, apoyadas sobre pilares y fundaciones de hormigón armado. El interior consiste en un pavimento en base a módulos prefabricados de hormigón y está envuelto por un pérgola con plantas y flores colgantes.

## Galería

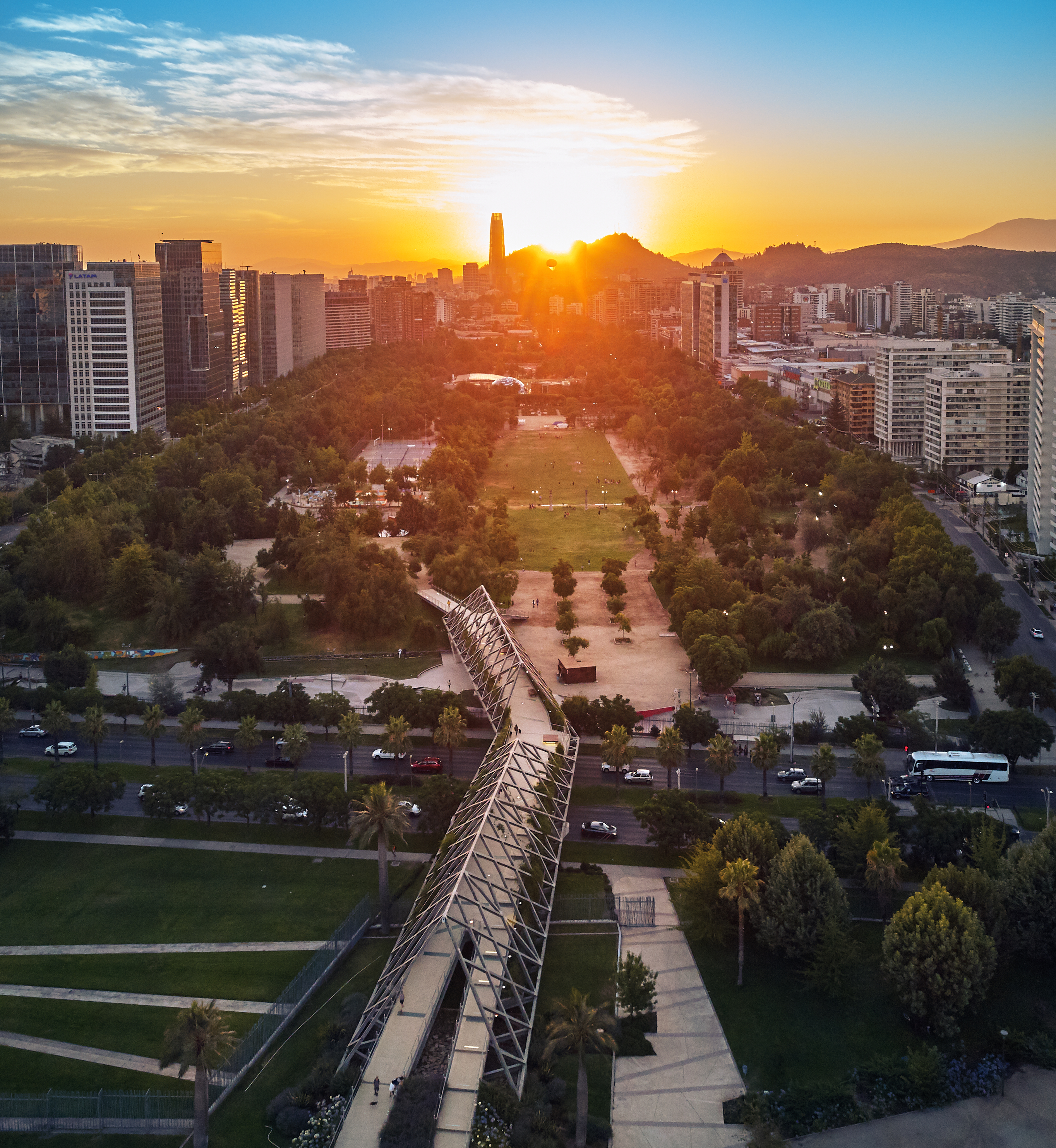
Vista aérea desde Parque Juan Pablo II
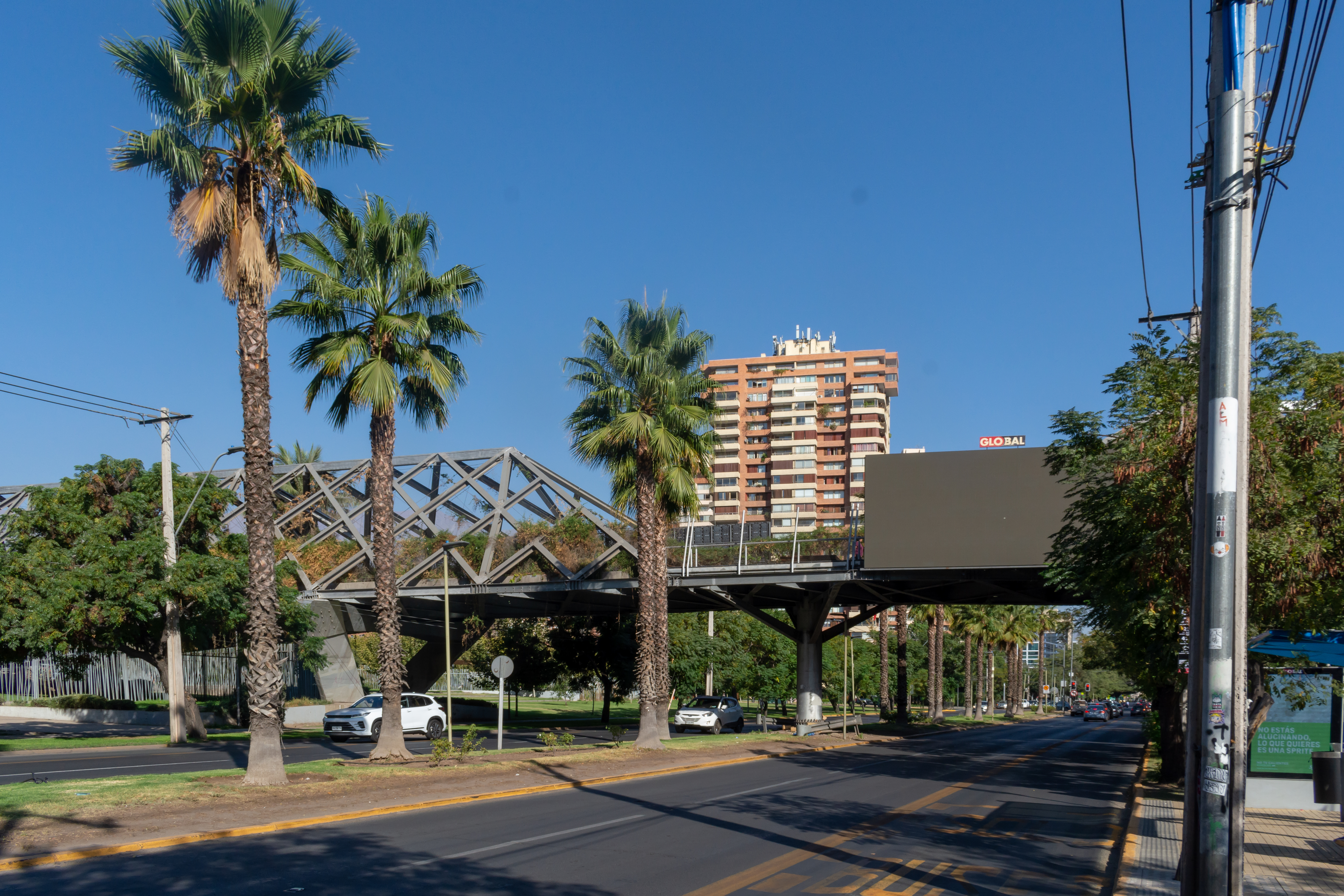
Vista del puente desde avenida Manquehue
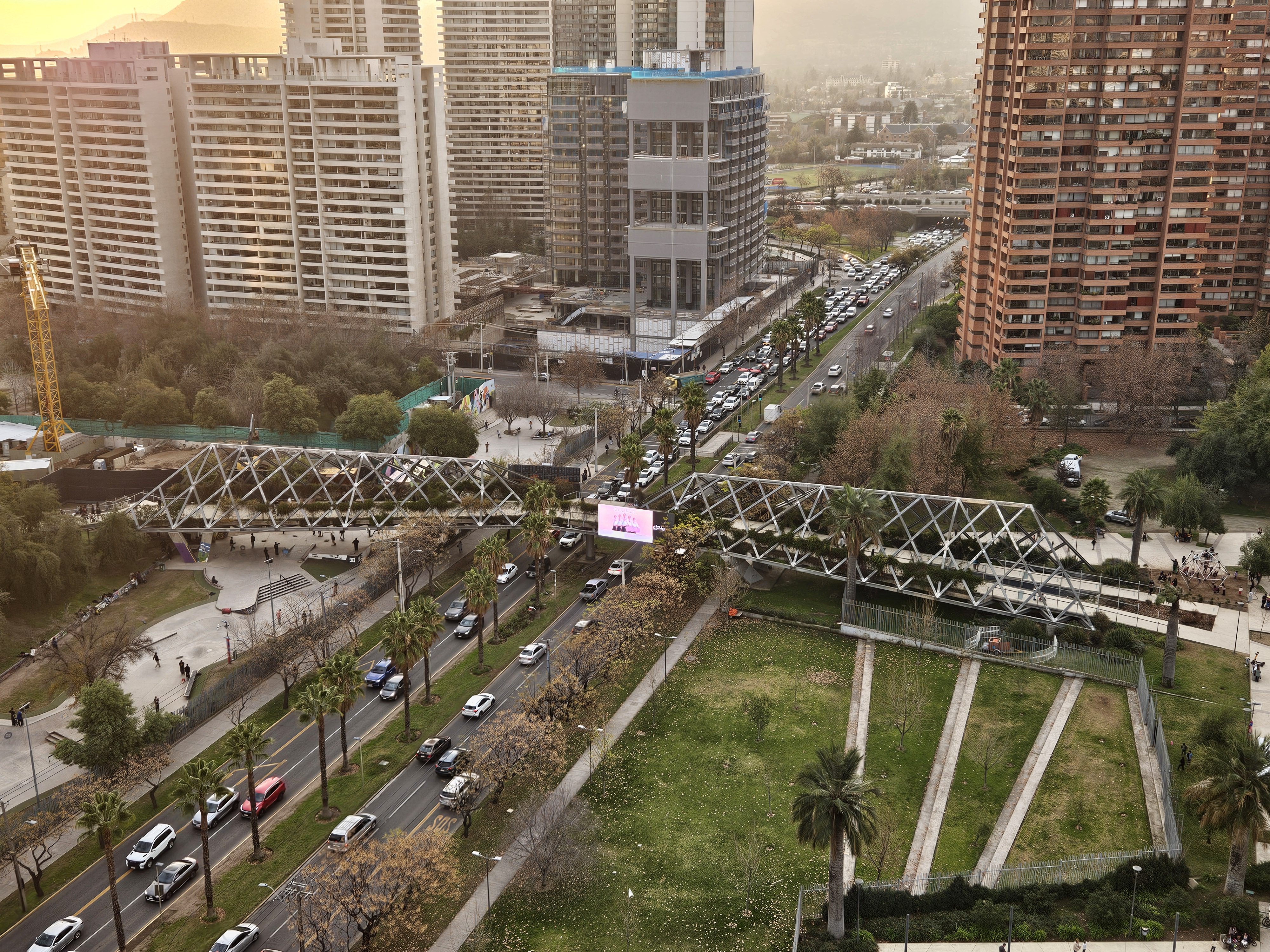
Vista aérea del puente desde Presidente Riesco